# Engrish

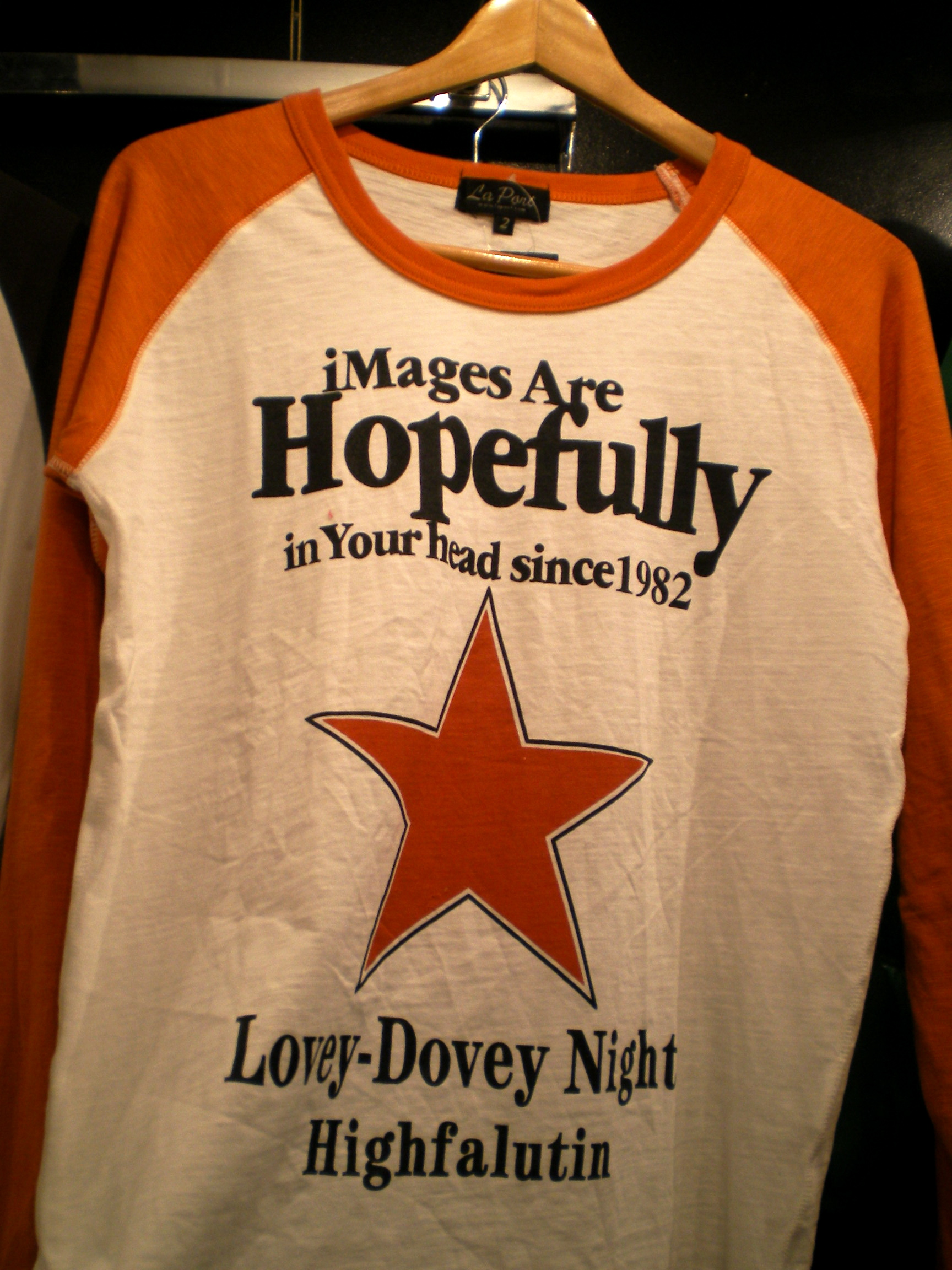
意味をなさない英語が印字された日本のTシャツ

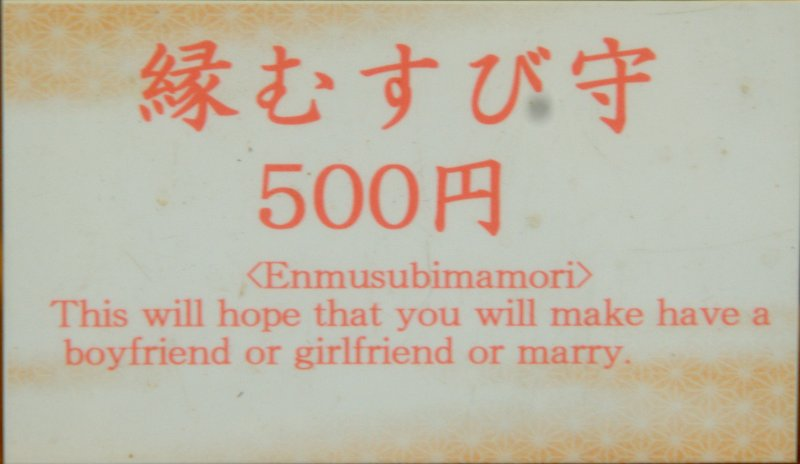
Engrishで書かれた縁むすび守。

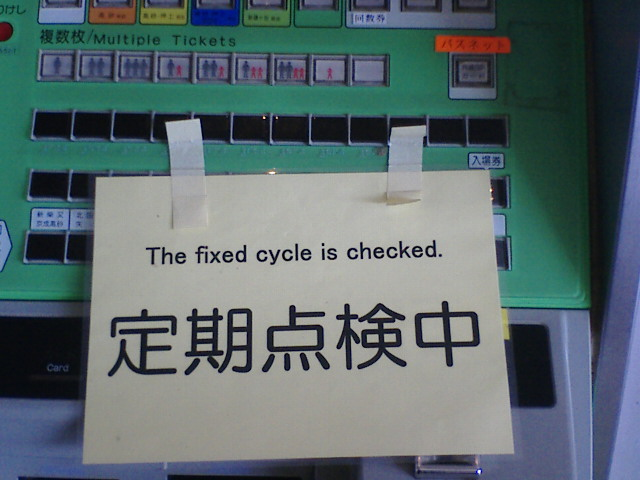
Engrishの一例。自動券売機の定期点検中の標識だが、英語部分は「固定周期が点検されている」の意味になってしまっている。

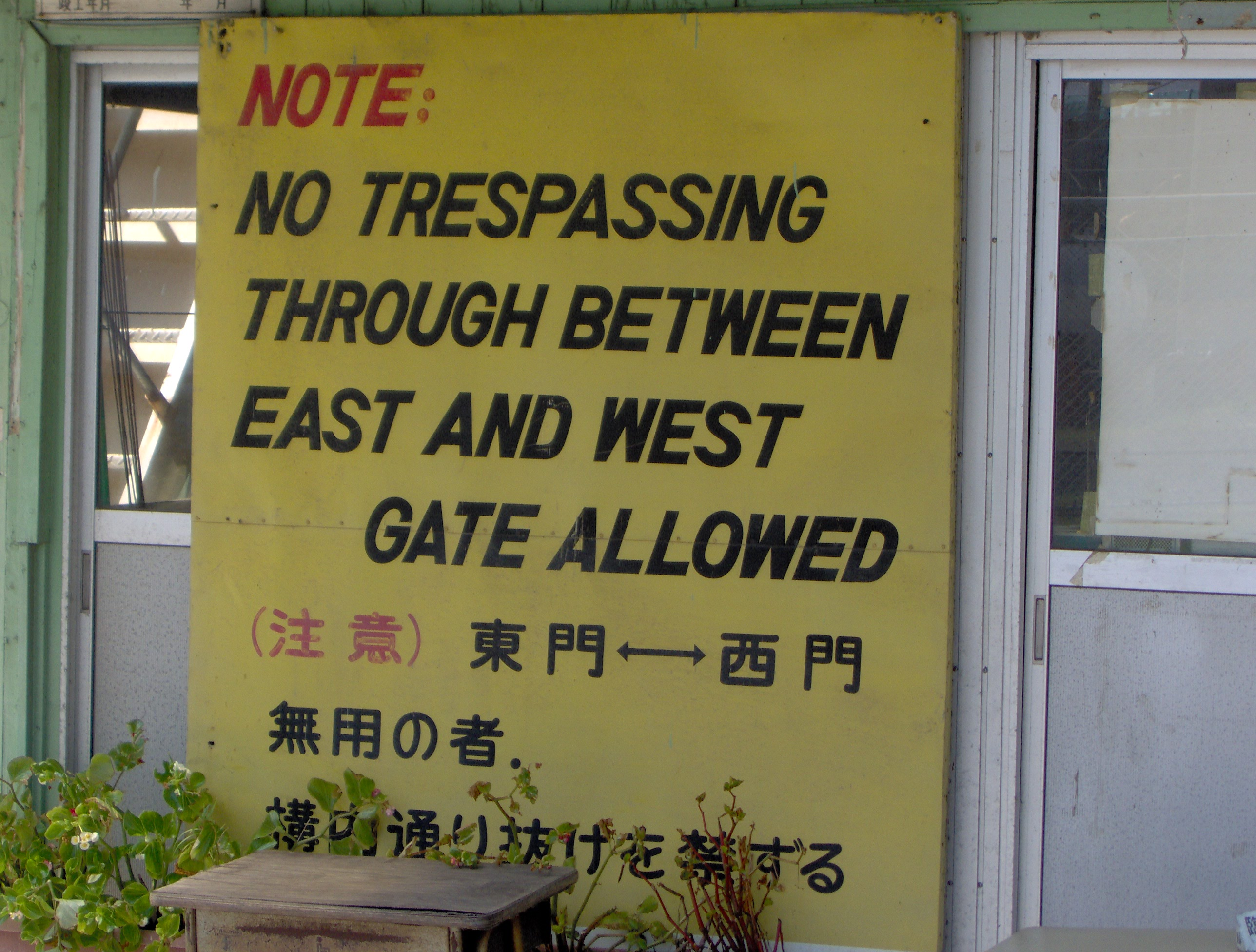

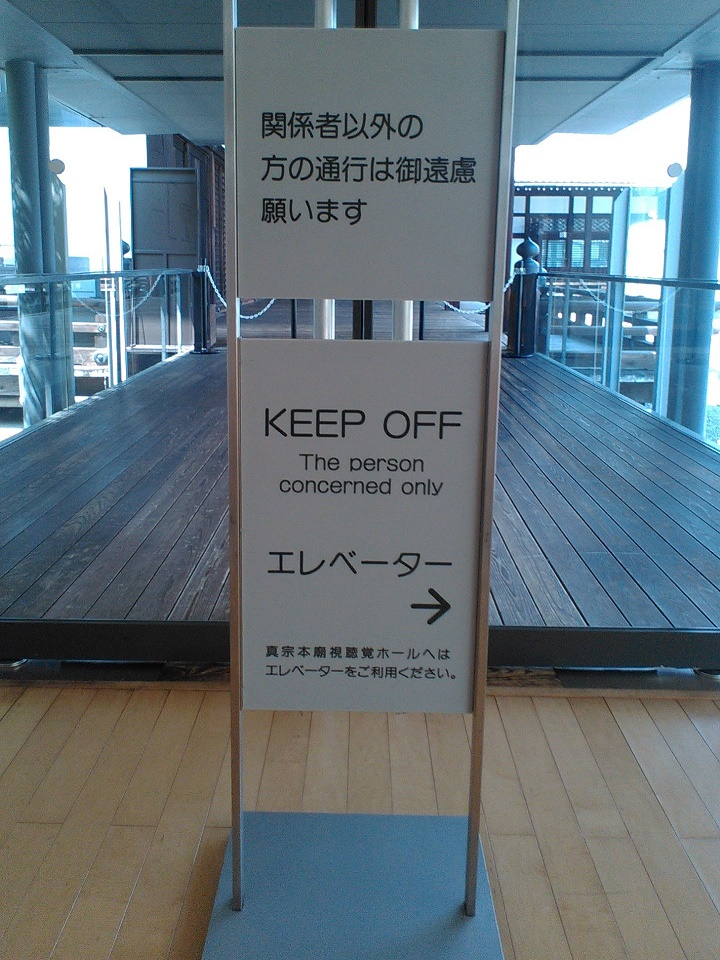

Engrish (イングリッシュ) とは、アジア系言語（参考：アジア#言語）話者の使用する、語表現やスペリングの誤用を伴った英語（English）を揶揄するための俗語である。"Engrish" という造語は "English" の綴り字を変化させたものであり、元々は日本語話者に特徴的な英語の流音 "R" と "L" の混同を揶揄して作られた。

## 概要
Engrish とは、英語（English）を母語としない話者が使用する、発音、表現等に問題のある言語使用を揶揄する造語・俗語である。元々が嘲笑表現であるため、「Engrish」は英語の非母語話者へのカジュアルな人種差別表現と見做される場合もある。具体的には、以下を含む言語表現が Engrish の一例となりうる。
- 発音上の問題（音素の混同など）
- 不自然な英語表現（意味解釈が困難なもの、意図せず笑いを誘うものなど）
- 非母語話者間でのみ用いられる母語話者は用いない英語表現（参考:ピジン言語）

English と Engrish の綴りの違いに見られるように、Engrish という造語は、元来 L / R (流音)の区別がない言語（典型的に、アジア系言語）の母語話者が、当該二音を区別できないことを揶揄するために用いられる。このことから、例として"rice（米）"と"lice（シラミ）"の混同などが Engrish の典型例であるが、（アジア系言語話者による）不自然な文そのものも Engrish と呼ばれる。なお、Engrish が日本語母語話者の言語使用を指す場合、代替表現として Japlish、Janglish、Japanglish などが用いられる場合もある。
一般的に、Engrish は和製英語とは別物である。和製英語とは借用語の一種であり、「日本語話者が日本語として使う外国語」である一方、Engrish は「日本語話者（など）が英語として使う英語」である。なお、和製「英語」とはいうものの、借用元の言語は英語でない場合も多い。これに加え、和製英語は直訳すると Japanese English となるため、用語上はこちらも Japanglish などと呼ばれることもあるが、これは「日本語で用いられる英語のような横文字」の意であり混同には注意が必要である。

### 発音が関連するEngrish
- ライト

right（/ráɪt/、「正しい、右」）と light（/láɪt/、「軽い、光」）で区別がつかない。例えば、「ザッツ・ライト」は「その通りだ」ではなく「それは光だ」となる。
- アース

earth（/ɜ́ːrθ/、「地球」）の意で用いられることが殆どだが、英語話者には ass（/ǽs/、「ケツ(俗語)」）としか受け取れない場合が多い。例えば、「センター・オブ・ジ・アース」は「地球の中心」ではなく「ケツの中心」となる。
- シット

sit（/sɪ́t/、「座る」）の意で用いられても、英語話者にはshit（/ʃɪ́t/、「クソ(卑語)」）に聞こえる。例えば、「シットダウン」は「（突っ立ってないで）座りなさい」ではなく「クソをたれなさい」となる。（なお、「座ってください」は "Have a seat" が適切であるため、"Sit down" 自体が文脈上不適当なEngrishとみなされる場合も多い。）

### 表現が関連するEngrish
- Please take advantage of the maid.

日本のホテルなどで見られた掲示。「メイドをご利用下さい」という意味を表そうとしているが、take advantage of という表現の誤用である。事実や好機に対して使った場合は、「利用する・活かす」と言う意味になるが、人に対して使った場合、「つけ込む」「かどわかす」「誘惑する」と言う意味合いになるので「メイドの隙（すき）につけこんでください」となる。珍妙な英語を集めた『Anguished English』という本にも、同様の例が収録されている。
- WEAK COOL

1990年代の一時期に阪急電鉄の電車の窓に貼られていた「弱冷車」のステッカー上の文句。漢字をそのまま英単語に置き換えたもので、「弱い涼しい」となり意味をなさない。現在の同社ではmildly air-conditionedと、正確な表現に改められている。
- Please turn the card inside out[4]

日本のあるホテルのレストランで「食事が終わったらカードを裏返してください」という意図で使われたもの。turn ... inside out は、たとえば手袋やセーターの内側を外に出すような場合に使う。カードには inside（内部）がないため、turn ... inside out することはできず、物理法則を無視した指示である。正しくはPlease turn over the card.など。
- Please refrain from barking, to avoid nuisances to neighbors.[5][6]

「犬の鳴き声は近隣の方への迷惑となりますのでご注意ください」と言う掲示に添えられていた英文。和訳すると「隣人たちへの迷惑を避けるため、吠えるのは控えてください」という意味になる。ヒトではなくイヌに対する掲示の意味合いとなる。

## Engrishの談話効果
Engrish は字義的には誤用を咎める言葉であるが、その談話効果は多岐に渡る。
- (i) 非文法的で根本的に意味解釈ができないもの。
- (ii) 文法的であるがコロケーションが意味不明なもの。
- (iii) 解釈は問題なくできるが謎の違和感があるもの。
- (iv) ある程度文法的でありある程度解釈できるものの、意図されたと思われる意味とは全く別の解釈となり笑いを誘うもの。

一例として、Engrish はアメリカのコメディ・セントラルで放映されているアニメ『サウスパーク』でも何度か取り上げられている。シーズン8の第1話 "Good Times With Weapons" には、登場人物たちが突然日本アニメのような画風になり、"let's fighting love" という Engrish と日本語がごちゃまぜの荒唐無稽な日本語の歌が流れるシーンがある。（歌っているのは原作者のトレイ・パーカー本人である。彼はコロラド大学在籍当時に日本語を専攻しており、流暢な日本語を話す)。
上記のように、Engrish は時として、面白くする効果や異国の雰囲気を出すためにわざと使われる。漢字や、ギリシア文字や偽キリル文字のアルファベットが、西洋のラテン文字社会において（大抵は間違った使い方で）そういった目的で使われるのと類似している。これに似た用法で、"Mötley Crüe"（モトリー・クルー、音楽バンド） や "Hägar the Hørrible" （英語版） （ヘガー・ザ・ ホリブル、アメリカの漫画）、もしくは "Häagen-Dazs"（ハーゲンダッツ、アイスクリームのブランド） のように、普通の英語の句にウムラウト、アクセント符号、Ø や誤字を加えて、エキゾチックな外見にすることがある。

## 他言語関連の類似用語
- Nihonglish （語源：「日本語」+ "English"）

(i) 英語話者が用いる、発音・表現等に問題がある日本語（i.e. Engrish の反意語）、または (ii) 目標言語を日本語とする英語話者の中間言語。(i) の例としては音節拍言語である日本語の強勢拍発音が挙げられ、「こんにちは」を普通のアメリカ人が発音すると「こにーちわ」になってしまうことなどに見られる。このような発音をあえて真似る日本語話者がいることに見て取れるように、(i) の意味で用いられる Nihonglish は、 Engrish と同様揶揄の対象となりうる。一方 (ii) の意の Nihonglish は言語熟達度の問題から生じるコードミキシングである。（例）
- Spanglish

スペイン語と英語の融合言語。例として、外国語を話そうとして恥をかく英語圏の人を指して、embarazado と呼ぶことがある。これは、スペイン語で「妊娠した」という意味だが、英語の embarrassed （「当惑した」「恥をかいた」の意）に表記が似ているため、英語話者がスペイン語を話そうとしてよく間違う言葉である。「男が妊娠して当惑」「妊娠などという言い間違いをして恥ずかしい」というジョークも関連している。
その他
| 類似用語              | 言語                     | 備考         |
| --------------------- | ------------------------ | ------------ |
| Chinglish             | 中国語                   |              |
| Danglish              | デンマーク語             |              |
| Denglisch / Germish   | ドイツ語                 |              |
| Dunglish              | オランダ語               |              |
| Englog / Taglish      | タガログ語               | フィリピン   |
| Finglish              | フィンランド語           |              |
| Franglais / Frenglish | フランス語               | カナダ       |
| Globish               | 世界共通言語             | 世界共通言語 |
| Hinglish              | ヒンディー語             | インド       |
| Honglish              | 広東語                   | 香港         |
| Kanglish              | カンナダ語               | インド       |
| Konglish              | 韓国語                   |              |
| Manglish              | マレー語                 | マレーシア   |
| Pinglish              | ペルシア語               | イラン       |
| Runglish              | ロシア語                 |              |
| Singlish              | 中国語を含む複数の公用語 | シンガポール |
| Swenglish             | スウェーデン語           |              |
| Tanglish              | タミル語                 | インド       |
| Tinglish Thailish     | タイ語                   |              |
| Vinish                | ベトナム語               |              |
| Wenglish              | ウェールズ語             |              |
| Yinglish              | イディッシュ語           | ドイツ       |